# Sivry (Luxemburg)
Sivry is een plaats aan de Semois in de Belgische streek de Gaume in de Provincie Luxemburg in de gemeente Étalle.
Deelgemeenten: Buzenol · Chantemelle · Étalle · Sainte-Marie · Vance · Villers-sur-Semois

Overige dorpen: Croix Rouge · Fratin · Huombois · Lenclos · Mortinsart · Sivry · Villers-Tortru

Belgische gemeenten · Arrondissement Virton · Luxemburg · Wallonië